# NSWRL 1967
Die NSWRL 1967 war die 60. Saison der New South Wales Rugby League Premiership, der ersten australischen Rugby-League-Meisterschaft. Den ersten Tabellenplatz nach Ende der regulären Saison belegten die St. George Dragons. Diese verloren im Halbfinale 11:12 gegen die Canterbury-Bankstown Bulldogs, die im Finale 10:12 gegen die South Sydney Rabbitohs verloren. Die Rabbitohs gewannen die NSWRL damit zum 17. Mal.
1967 nahmen mit den Penrith Panthers und den Cronulla-Sutherland Sharks zwei neue Mannschaften teil, wodurch sich die Anzahl der Mannschaften erstmals auf 12 erhöhte.

## Tabelle
|      | Team                          | Spiele | Siege | Unent. | Ndlg. | Spiel- punkte | Diff. | Tabellen- punkte |
| ---- | ----------------------------- | ------ | ----- | ------ | ----- | ------------- | ----- | ---------------- |
| 01.  | St. George Dragons            | 22     | 16    | 1      | 5     | 437:267       | + 170 | 33               |
| 02.  | South Sydney Rabbitohs        | 22     | 16    | 0      | 6     | 422:271       | + 151 | 32               |
| 03.  | Canterbury-Bankstown Bulldogs | 22     | 14    | 1      | 7     | 349:269       | + 80  | 29               |
| 04.  | Eastern Suburbs Roosters      | 22     | 13    | 2      | 7     | 269:219       | + 50  | 28               |
| 05.  | Manly-Warringah Sea Eagles    | 22     | 12    | 2      | 8     | 365:271       | + 94  | 26               |
| 06.  | Balmain Tigers                | 22     | 12    | 2      | 8     | 344:258       | + 86  | 26               |
| 07.  | Western Suburbs Magpies       | 22     | 10    | 2      | 10    | 269:255       | + 14  | 22               |
| 08.  | North Sydney Bears            | 22     | 8     | 1      | 13    | 297:370       | - 73  | 17               |
| 09.  | Parramatta Eels               | 22     | 8     | 0      | 14    | 309:322       | - 13  | 16               |
| 010. | Newtown Jets                  | 22     | 7     | 2      | 13    | 274:406       | - 132 | 16               |
| 011. | Penrith Panthers              | 22     | 5     | 2      | 15    | 203:352       | - 149 | 12               |
| 012. | Cronulla-Sutherland Sharks    | 22     | 3     | 1      | 18    | 208:486       | - 278 | 7                |

## Playoffs

### Ausscheidungs/Qualifikationsplayoffs
| 26. August | Canterbury-Bankstown Bulldogs | 13 : 2 | Eastern Suburbs Roosters | Sydney Cricket Ground, Sydney Zuschauer: 47.186 Schiedsrichter: Col Pearce |
| 26. August | Bericht                       |        |                          | Sydney Cricket Ground, Sydney Zuschauer: 47.186 Schiedsrichter: Col Pearce |

| 2. September | South Sydney Rabbitohs | 13 : 8 | St. George Dragons | Sydney Cricket Ground, Sydney Zuschauer: 51.915 Schiedsrichter: Col Pearce |
| 2. September | (6:3) Bericht          |        |                    | Sydney Cricket Ground, Sydney Zuschauer: 51.915 Schiedsrichter: Col Pearce |

### Halbfinale
| 9. September | Canterbury-Bankstown Bulldogs | 12 : 11 | St. George Dragons | Sydney Cricket Ground, Sydney Zuschauer: 49.941 Schiedsrichter: Col Pearce |
| 9. September | (10:9) Bericht                |         |                    | Sydney Cricket Ground, Sydney Zuschauer: 49.941 Schiedsrichter: Col Pearce |

### Grand Final
| 16. September | South Sydney Rabbitohs                                                       | 12 : 10        | Canterbury-Bankstown Bulldogs                     | Sydney Cricket Ground, Sydney Zuschauer: 56.358 Schiedsrichter: Col Pearce |
| 16. September | Versuche: McCarthy, O’Neill Erhöhungen: Simms (2/2) Straftritte: Simms (1/3) | (10:8) Bericht | Straftritte: Taylforth (4/6) Dropgoals: Raper (1) | Sydney Cricket Ground, Sydney Zuschauer: 56.358 Schiedsrichter: Col Pearce |

| 1                  | Kevin Longbottom |
| 2                  | Michael Cleary   |
| 3                  | Bob Moses        |
| 4                  | Eric Simms       |
| 5                  | Brian James      |
| 6                  | Jimmy Lisle      |
| 7                  | Ivan Jones       |
| 8                  | Ron Coote        |
| 9                  | Alan Scott       |
| 10                 | Robert McCarthy  |
| 11                 | John O’Neill     |
| 12                 | Elwyn Walters    |
| 13                 | John Sattler     |
| Auswechselspieler: |                  |
| 14                 | Greg Norgard     |

| 1  | Les Johns        |
| 2  | Barry Reynolds   |
| 3  | Bob Hagan        |
| 4  | Johnny Greaves   |
| 5  | Clive Gartner    |
| 6  | Bob Doyle        |
| 7  | Ross Kidd        |
| 8  | Ron Raper        |
| 9  | George Taylforth |
| 10 | Kevin Goldspink  |
| 11 | Kevin Ryan       |
| 12 | Col Brown        |
| 13 | Merv Hicks       |